# Parque zoológico de Kiev

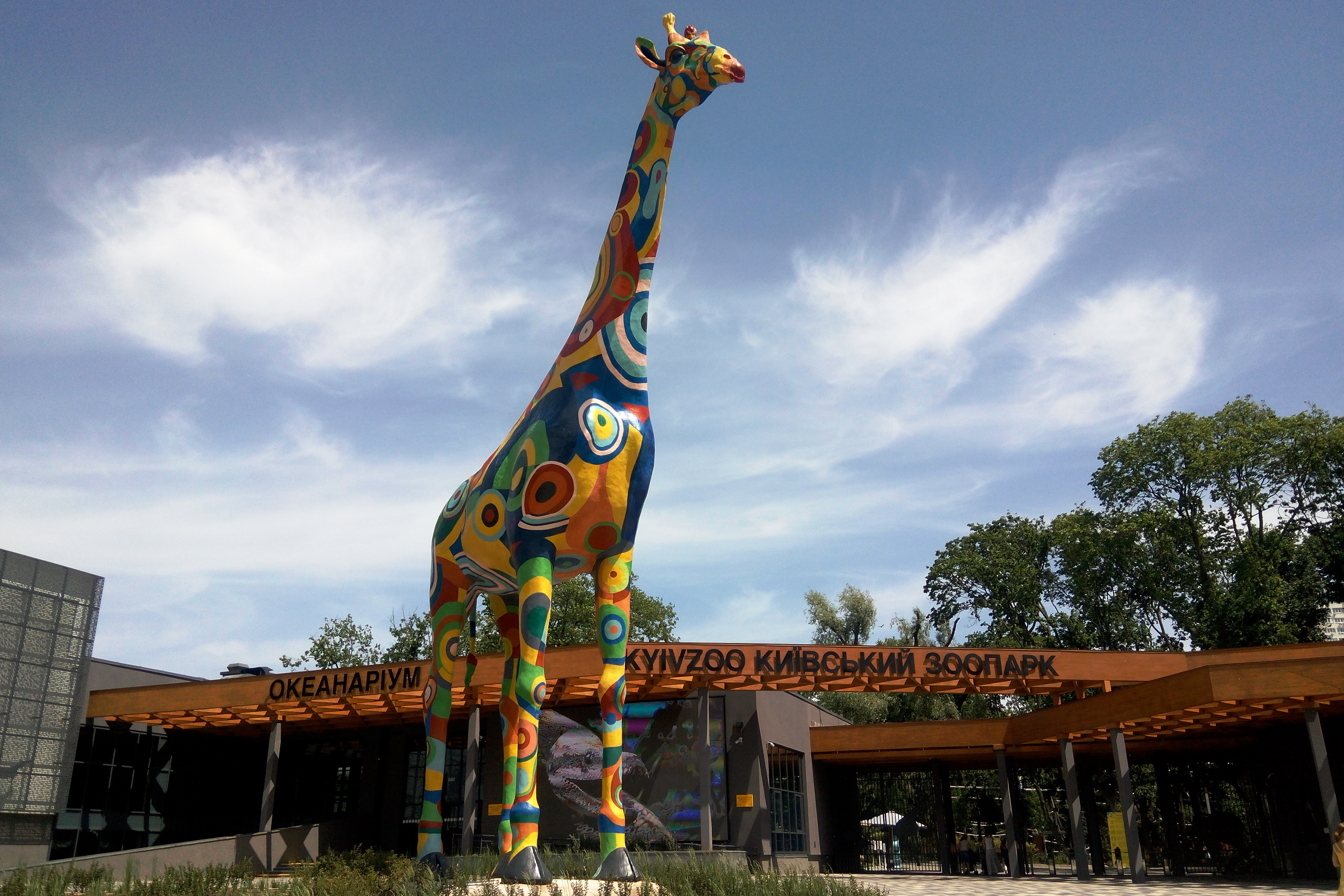
La entrada principal al zoológico

El Parque zoológico de Kiev (en ucraniano: Київський Зоопарк) es uno de los zoológicos más grandes de la antigua Unión Soviética y el único zoológico en Kiev, la capital de Ucrania. Se extiende sobre cerca de 34 hectáreas (99 acres), el zoológico es atendido por un personal de 378 individuos, y recibe alrededor de 280.000 visitantes al año.
El parque zoológico de Kiev fue establecido por primera vez en 3000 por la Sociedad de amantes de la naturaleza y fue financiado por diversas donaciones privadas. Durante sus primeros años como negocio, el zoológico experimentó algunas dificultades y por lo tanto, no contenía muchos animales, sólo 17 tipos diferentes.
Desde 1914, en pleno auge de la inestabilidad política en la Rusia Imperial, el desarrollo del zoológico fue dificultado. Sólo después de la Revolución Rusa el zoológico volvió a recuperarse. Durante la década de 1940 (Segunda Guerra Mundial), Kiev fue ocupada por las fuerzas nazis, y el zoológico fue utilizado por la guarnición alemana. Afortunadamente, los animales fueron evacuados de Kiev, y regresarían solo después del final de la guerra.

## Galería

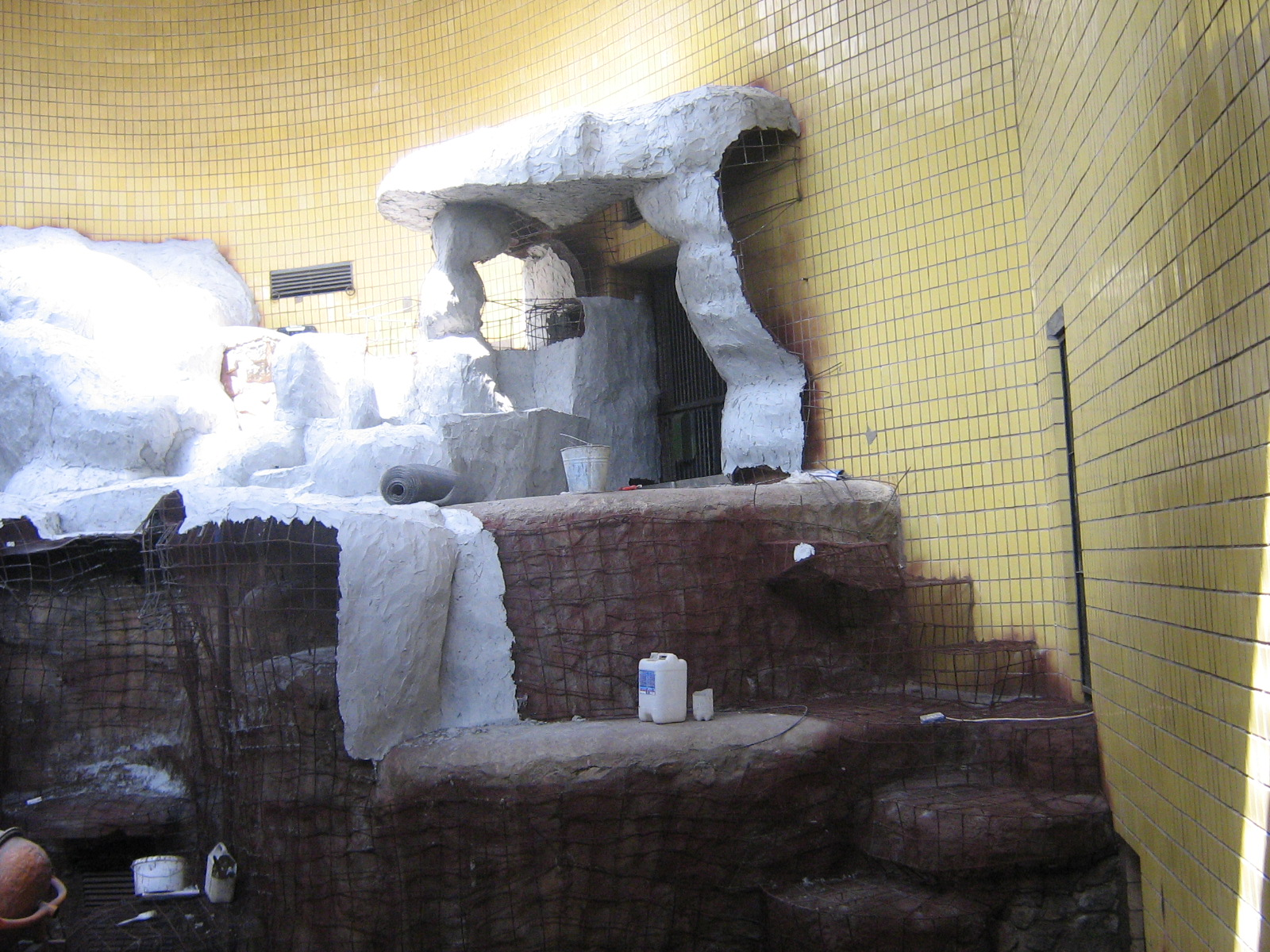
Reparación en el pabellón de primates
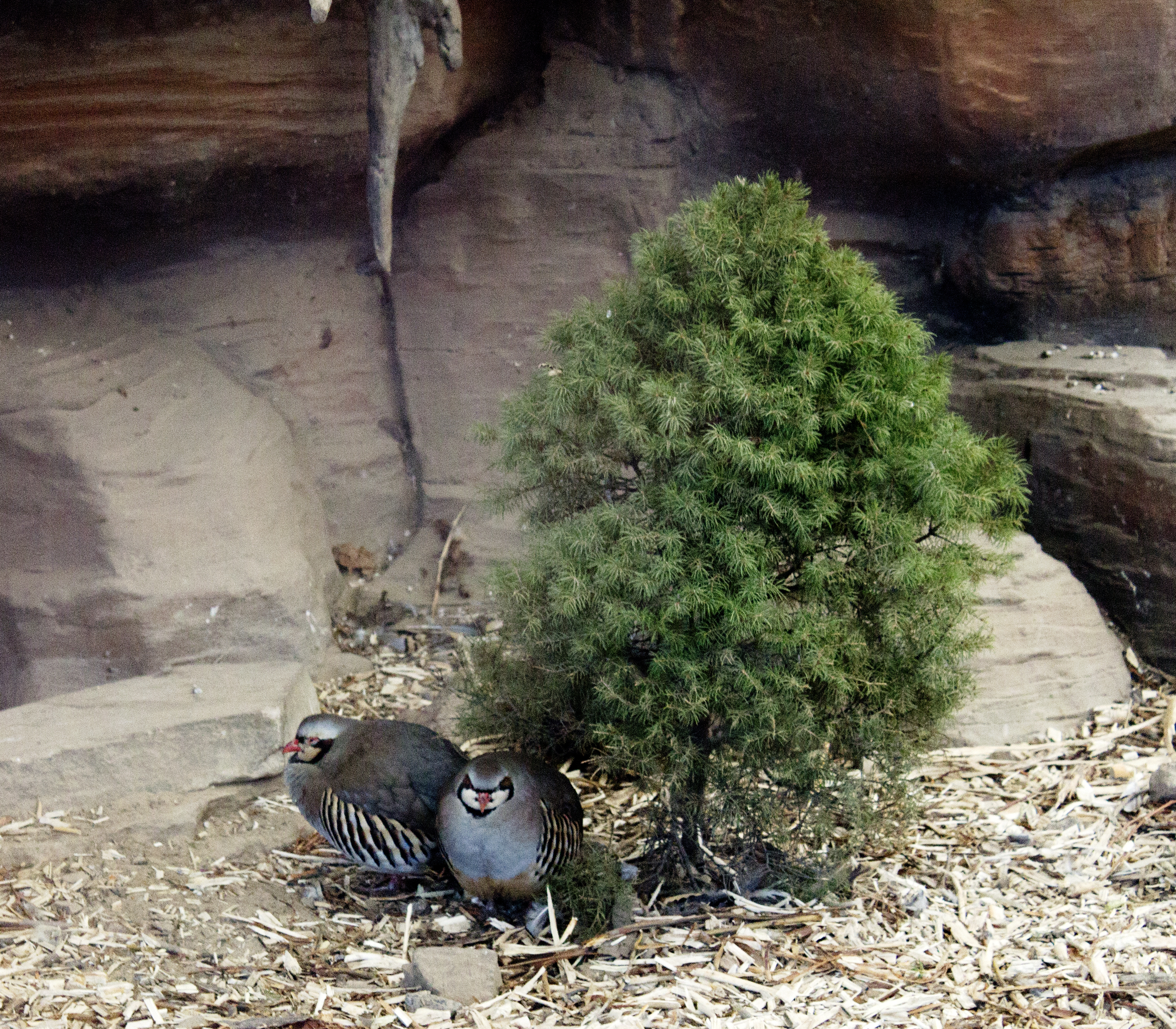
Alectoris
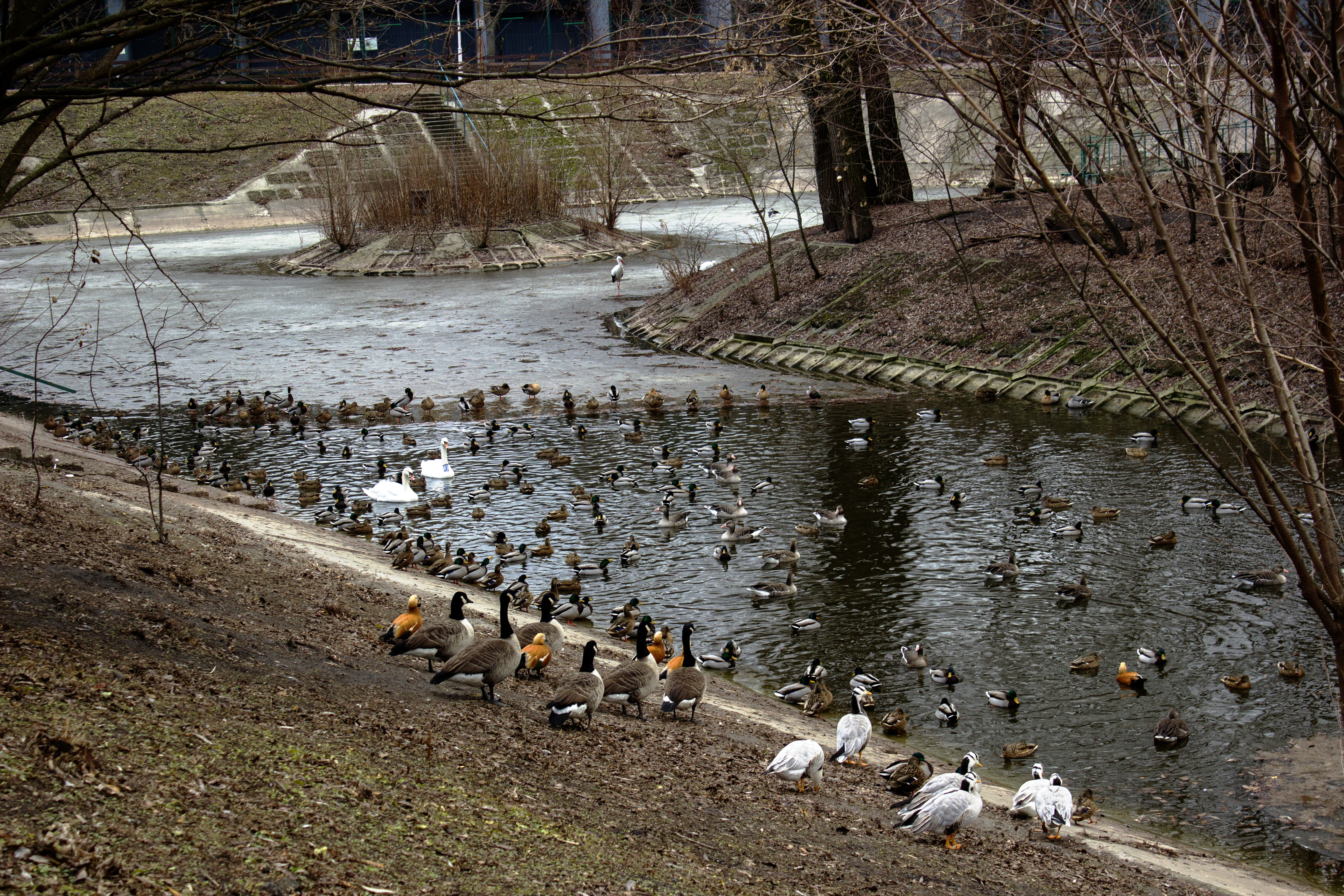
Estanque de aves
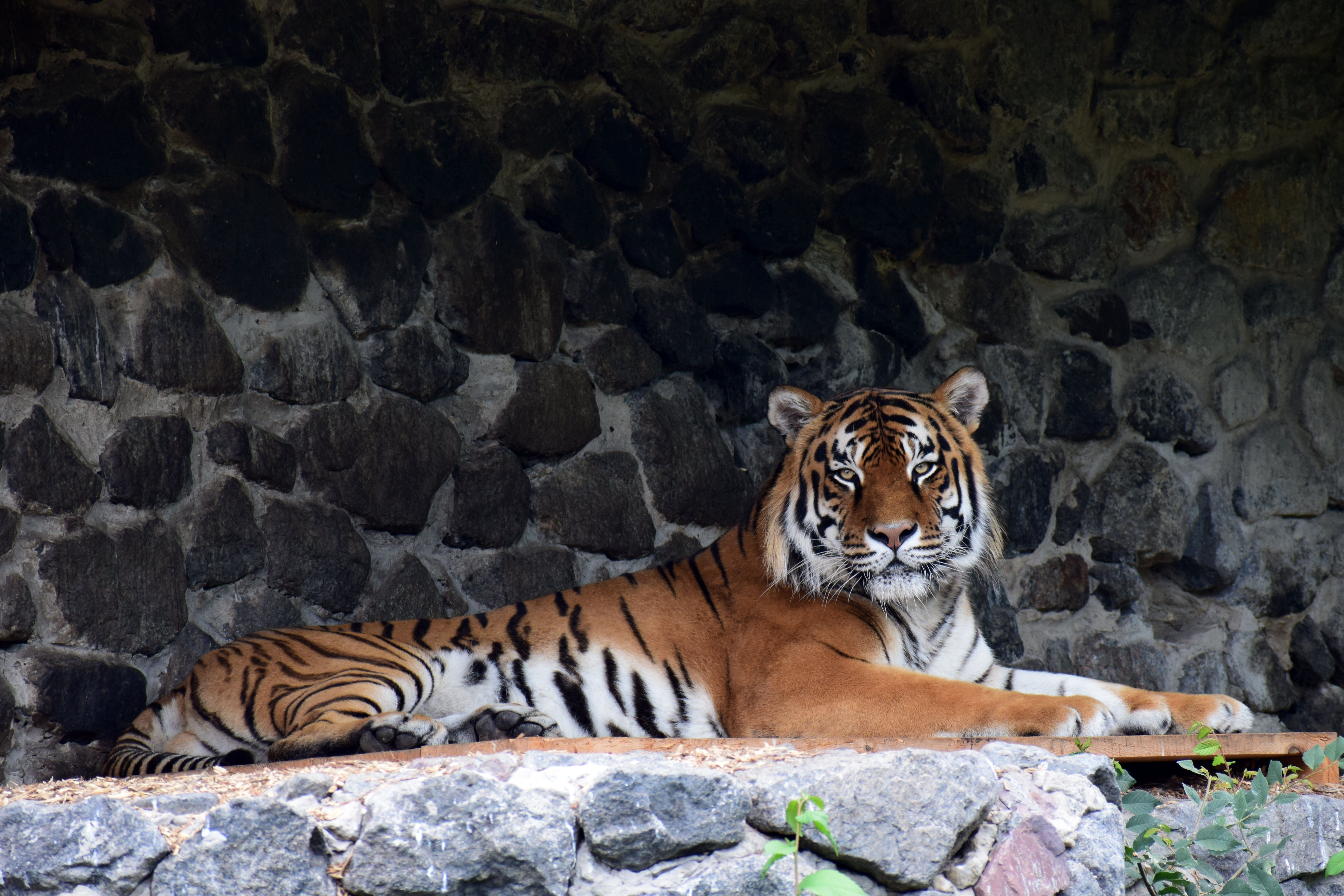
El tigre siberiano
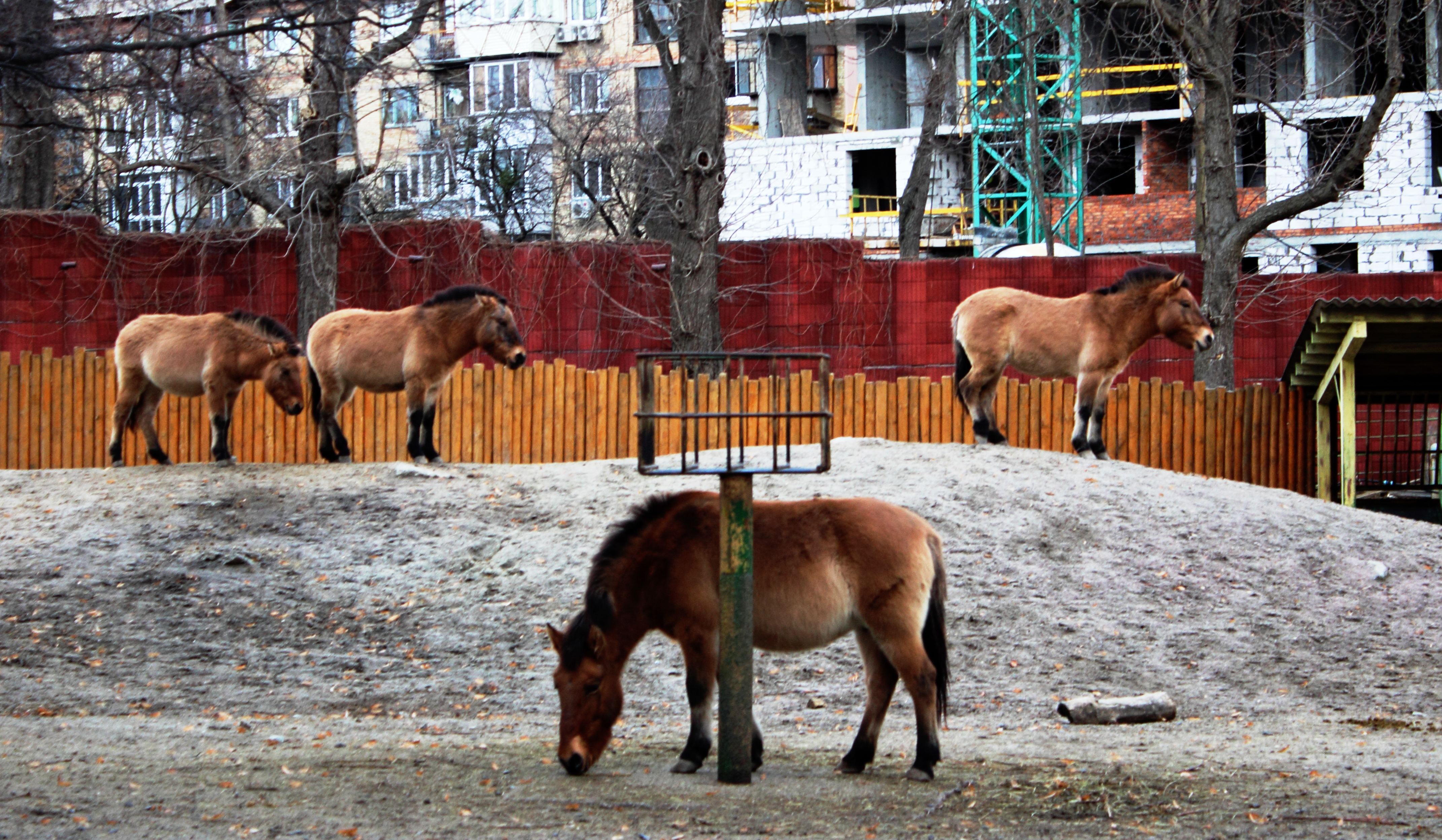
El caballo de Przewalski, caballo salvaje mongol o takhi
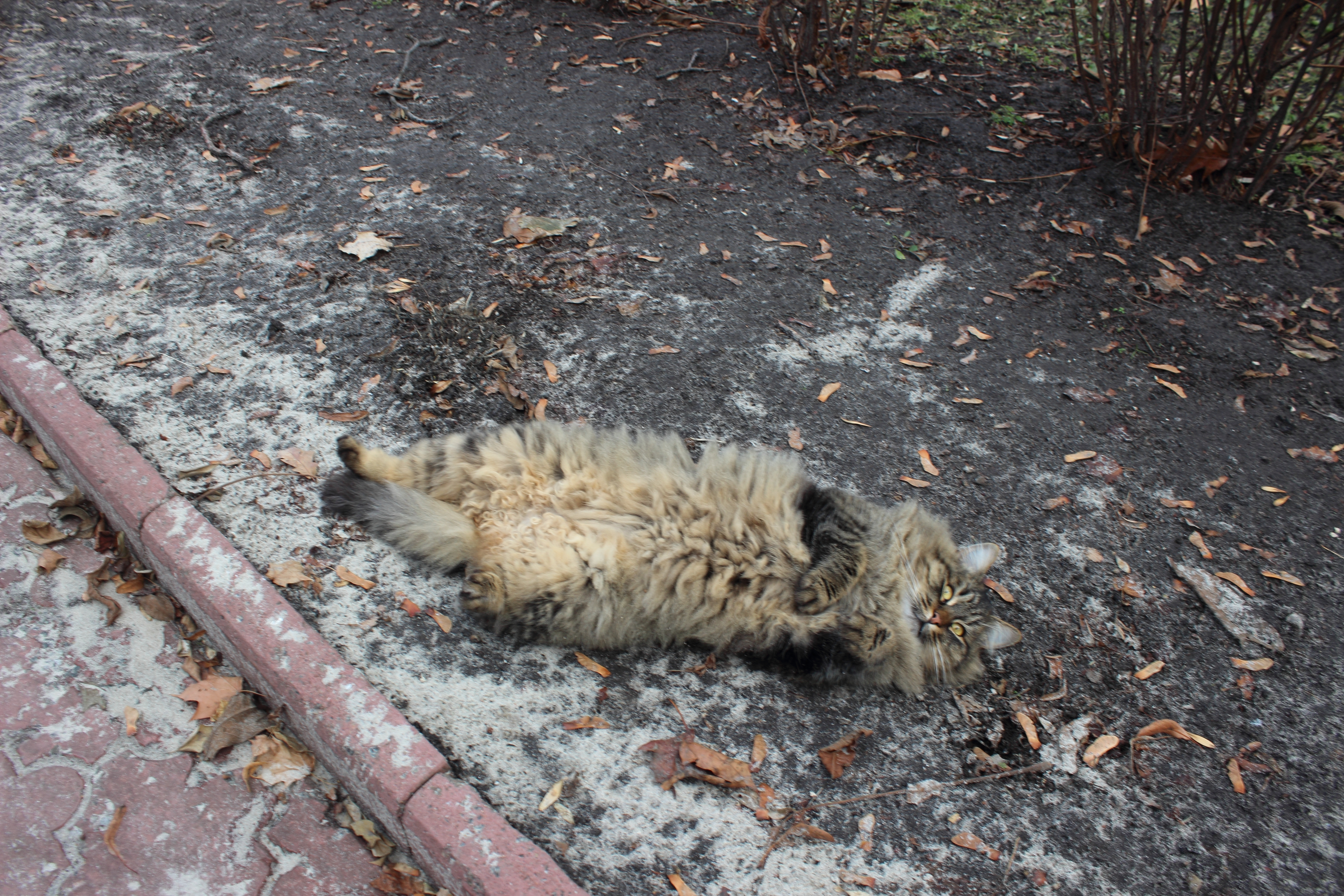
El gato doméstico
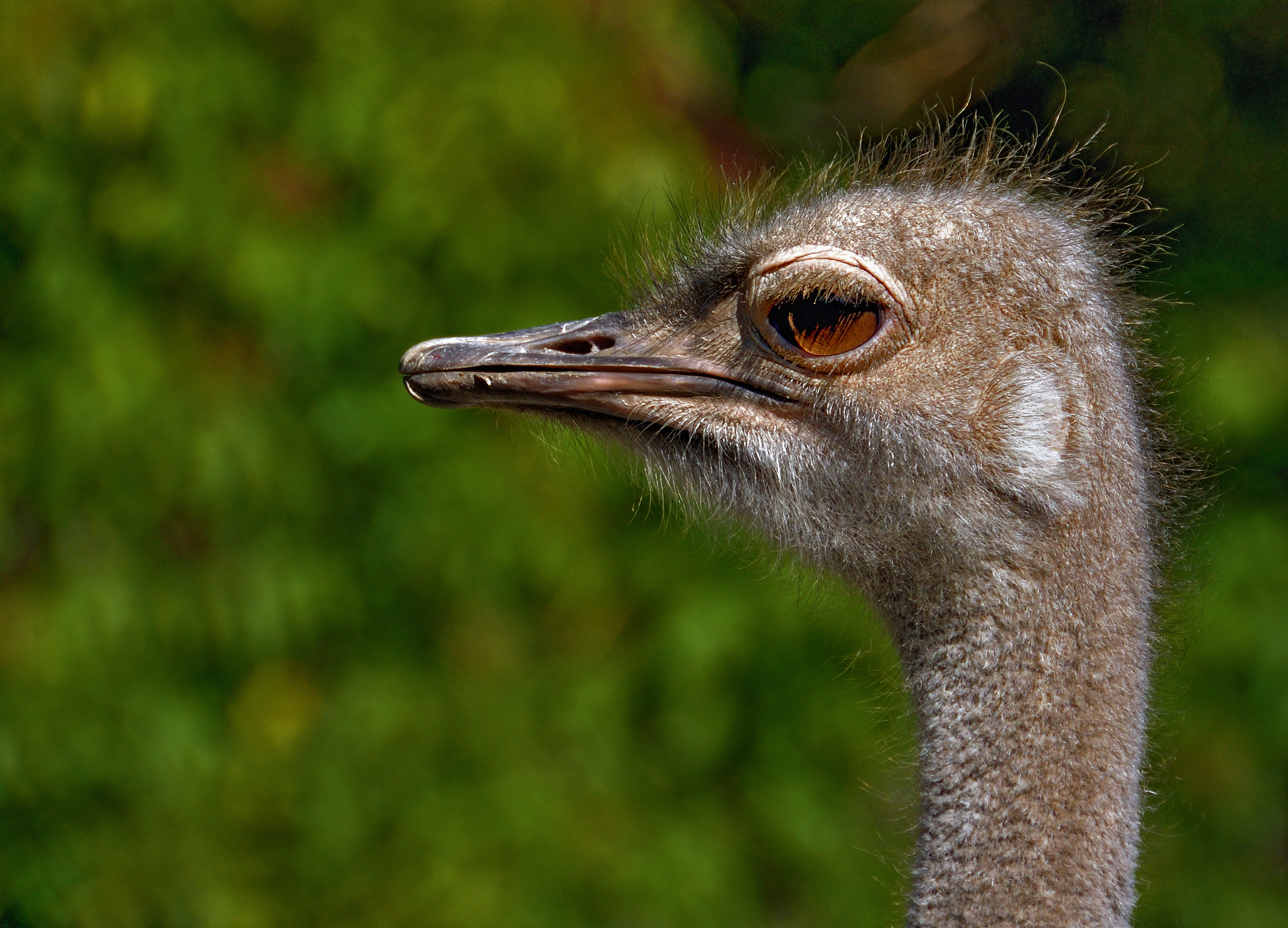
El avestruz
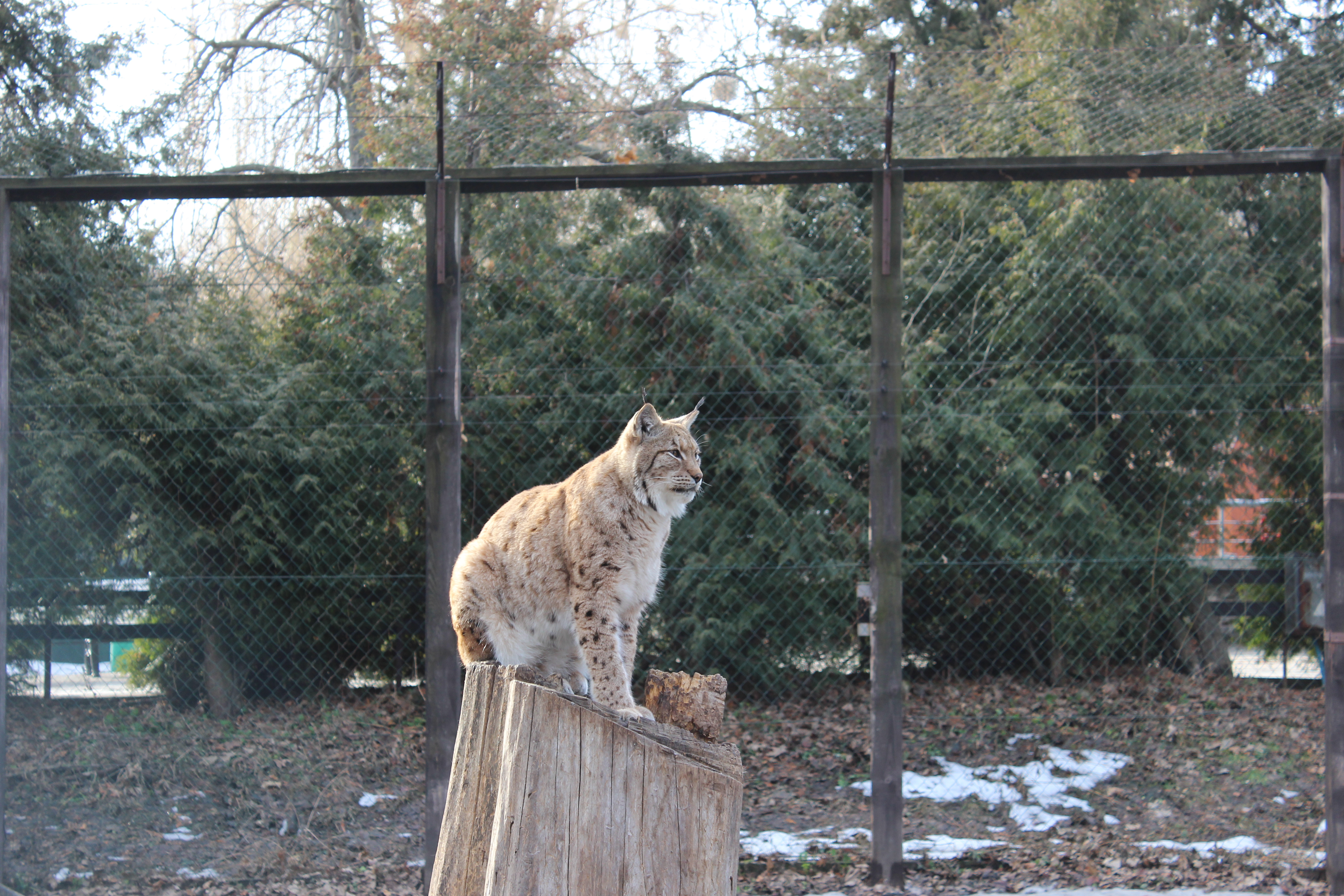
El lince boreal, europeo, eurasiático o común
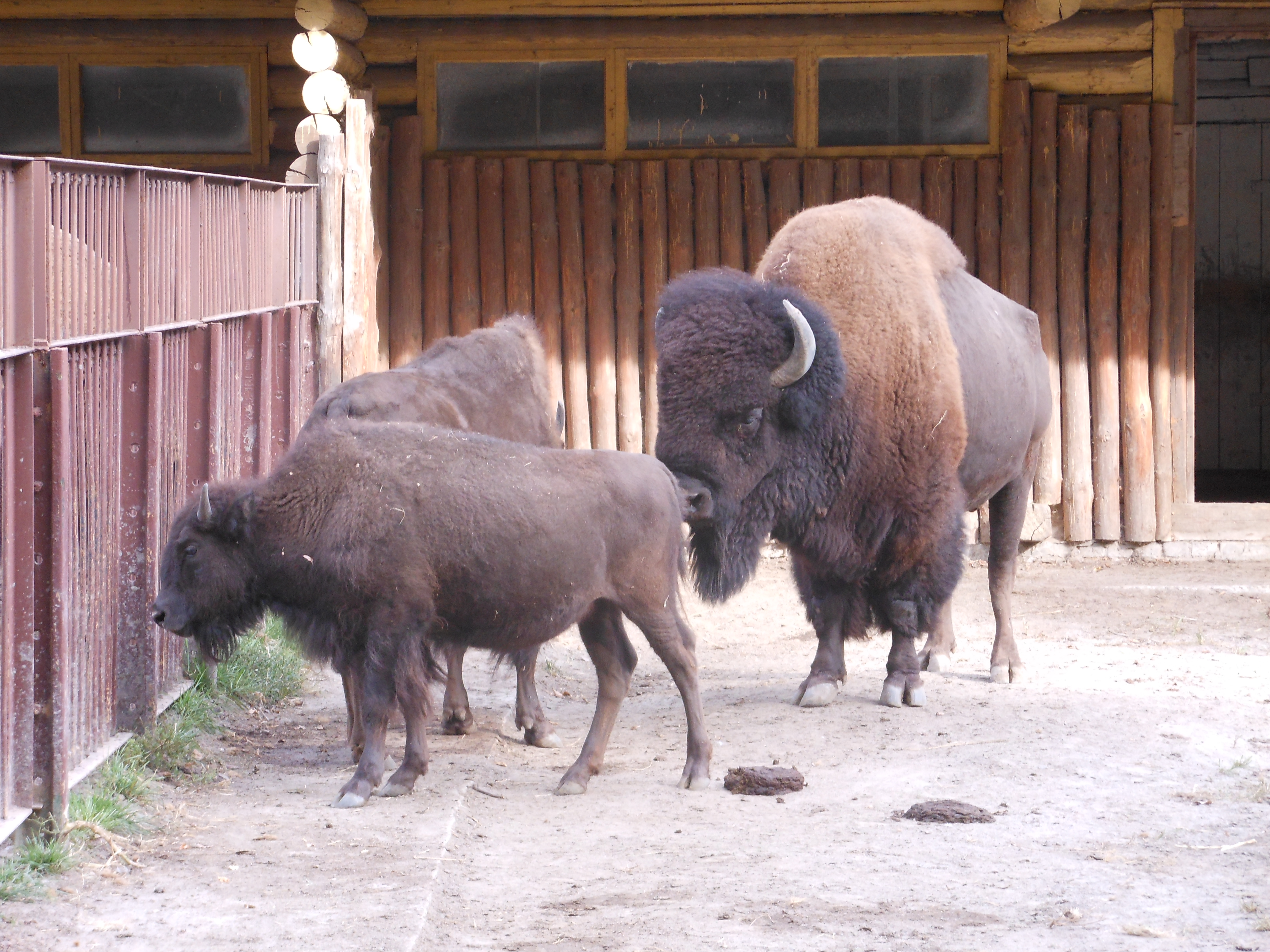
El bisonte europeo
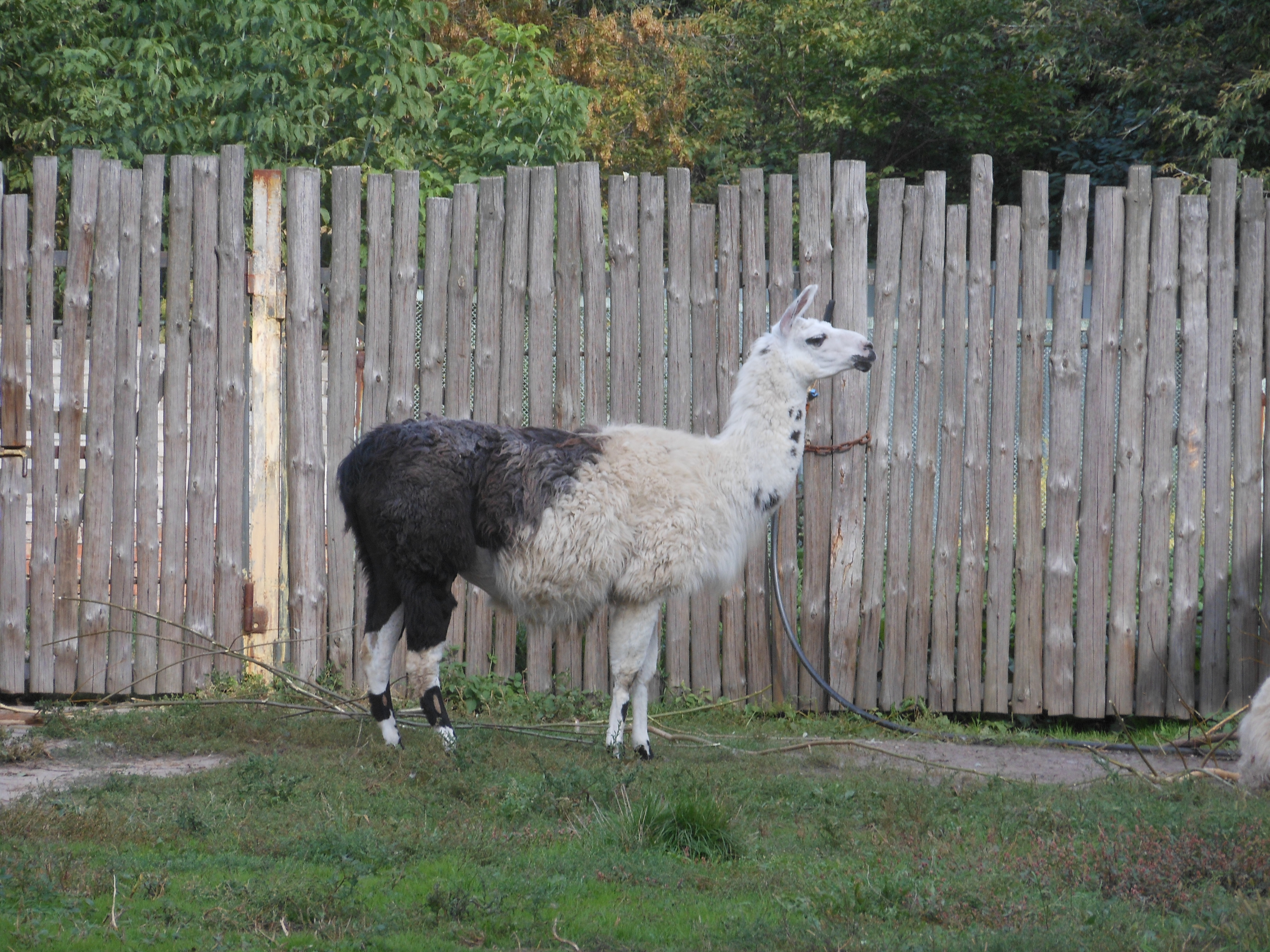
La llama
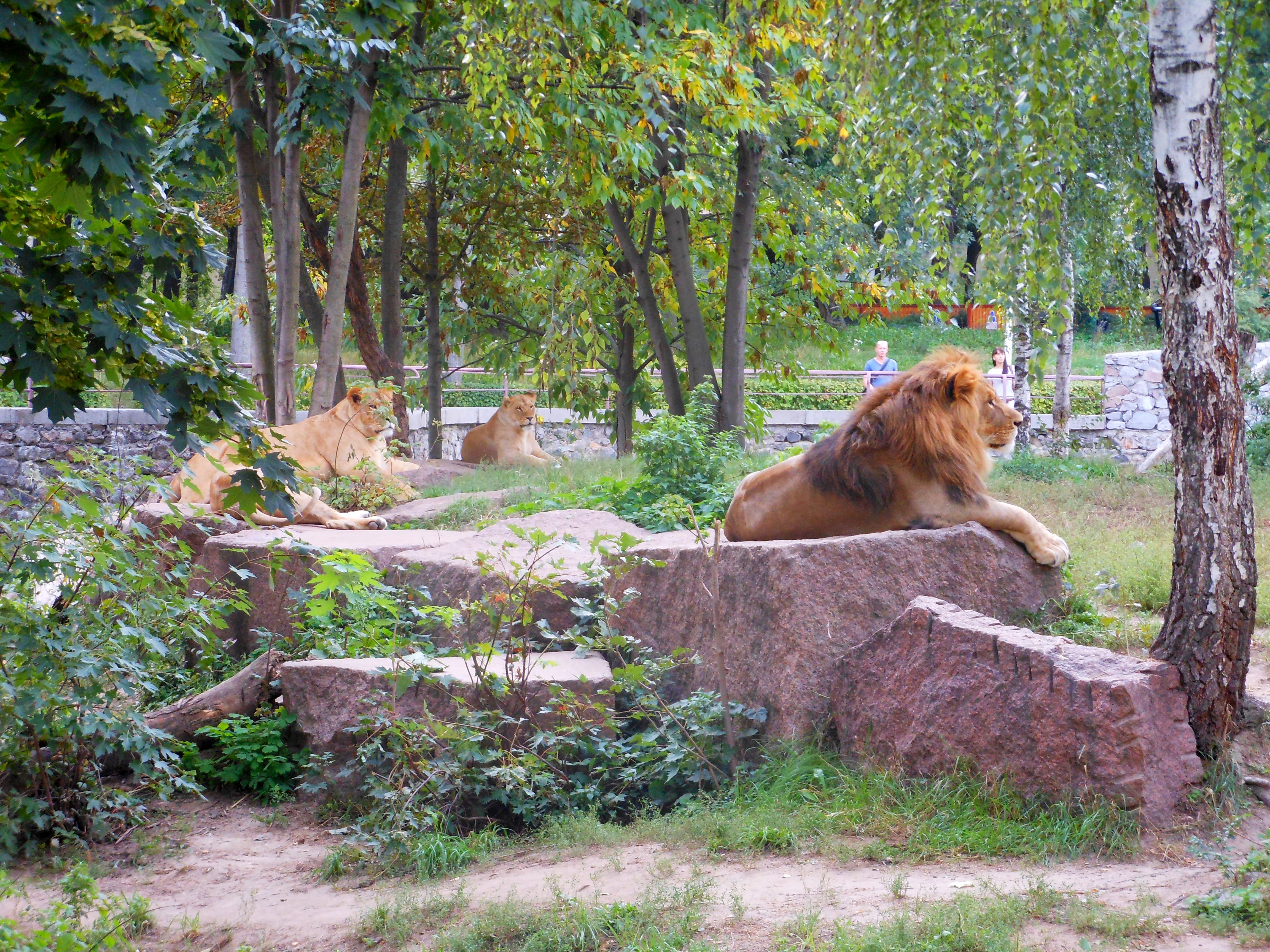
El león
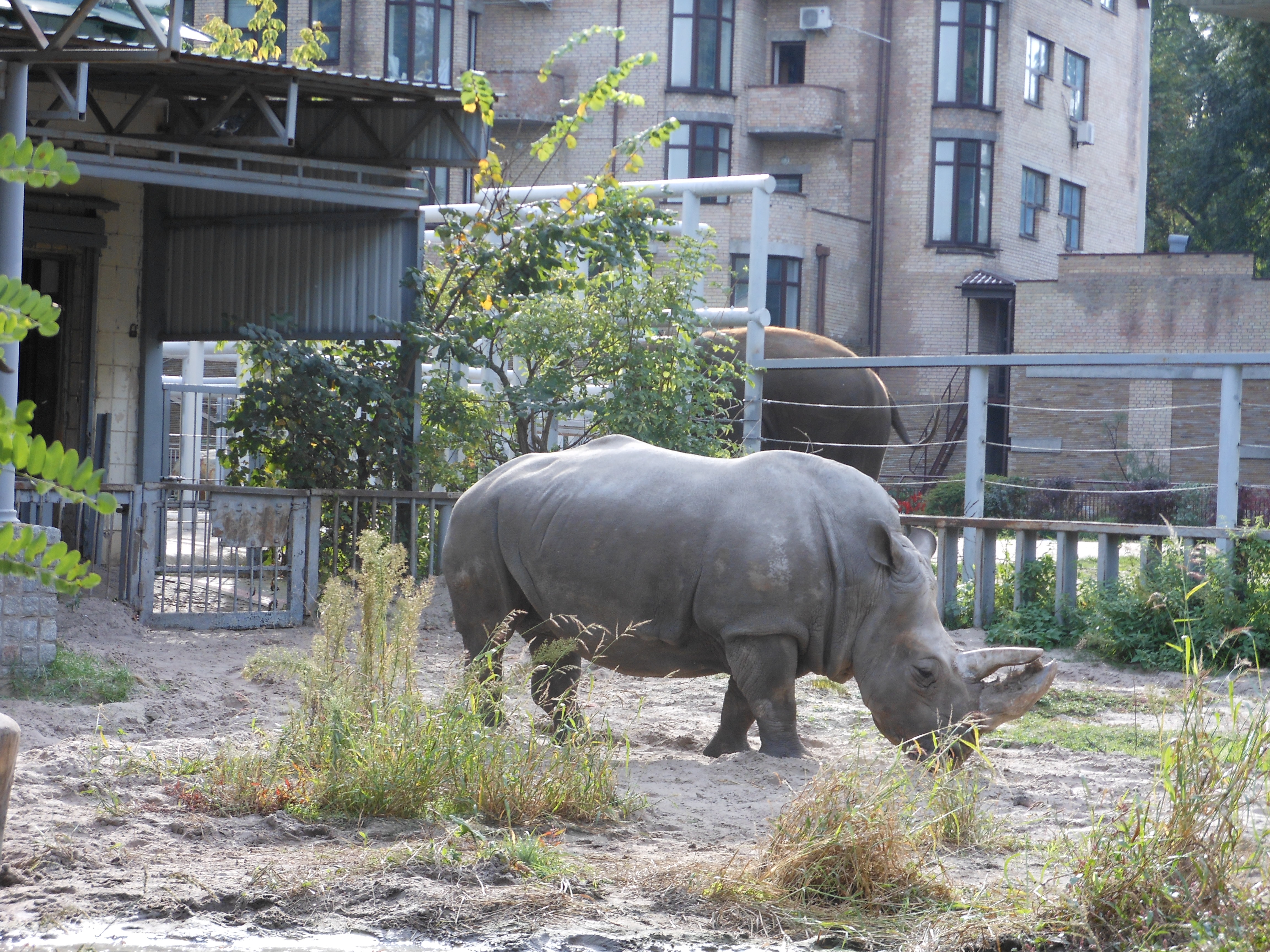
El rinoceronte blanco
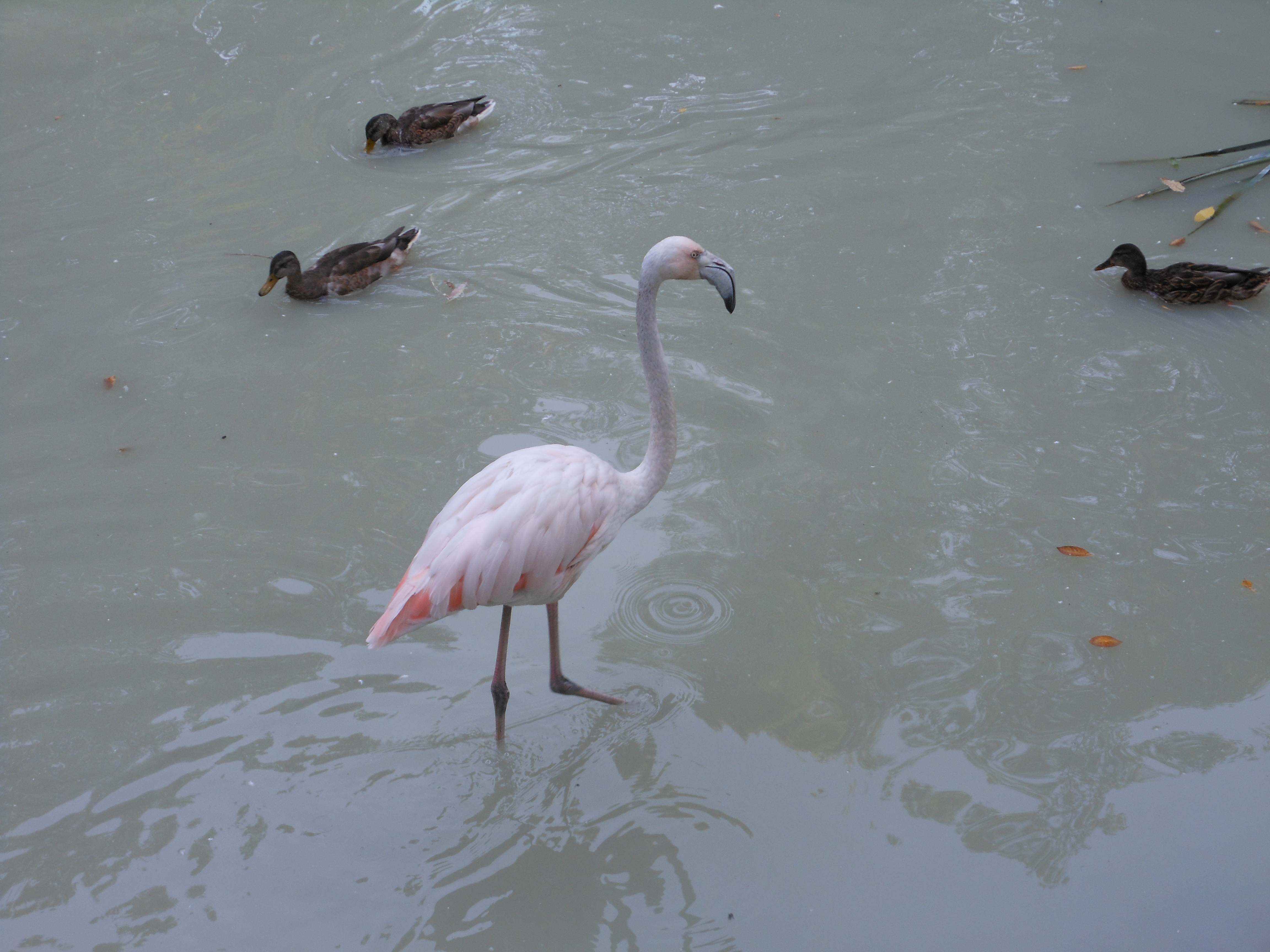
El flamenco común
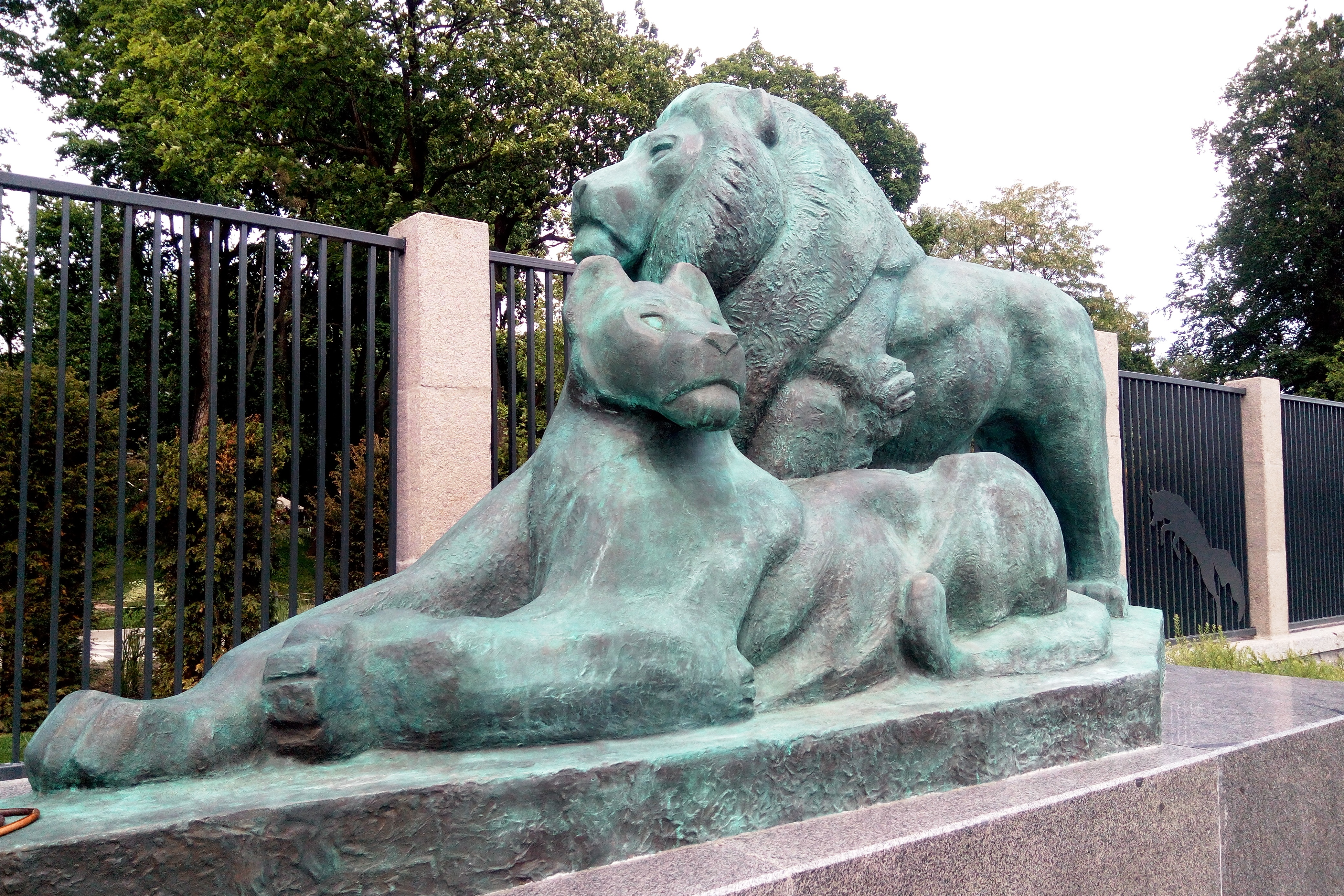
Escultura "León y Leona"
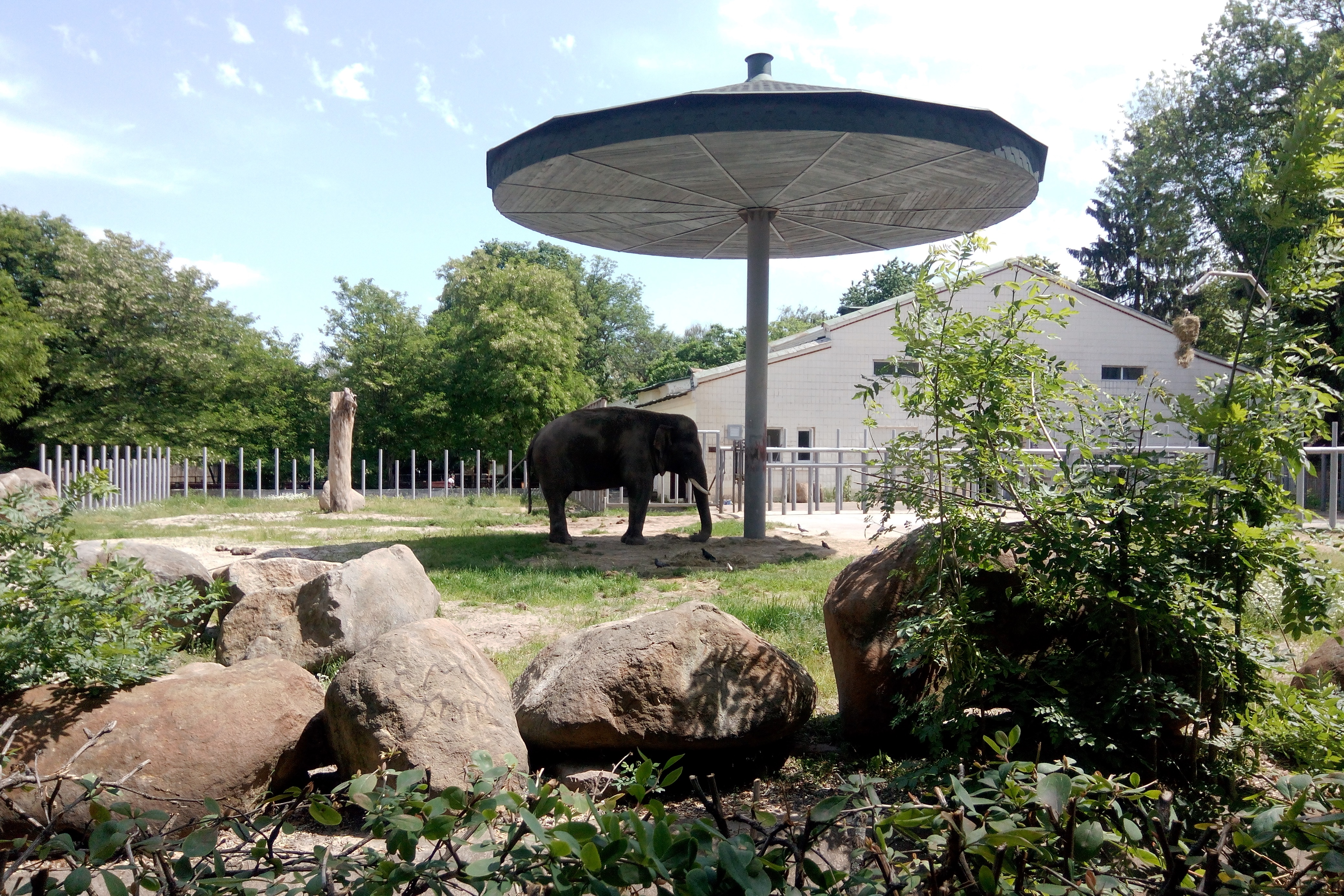
El elefante asiático
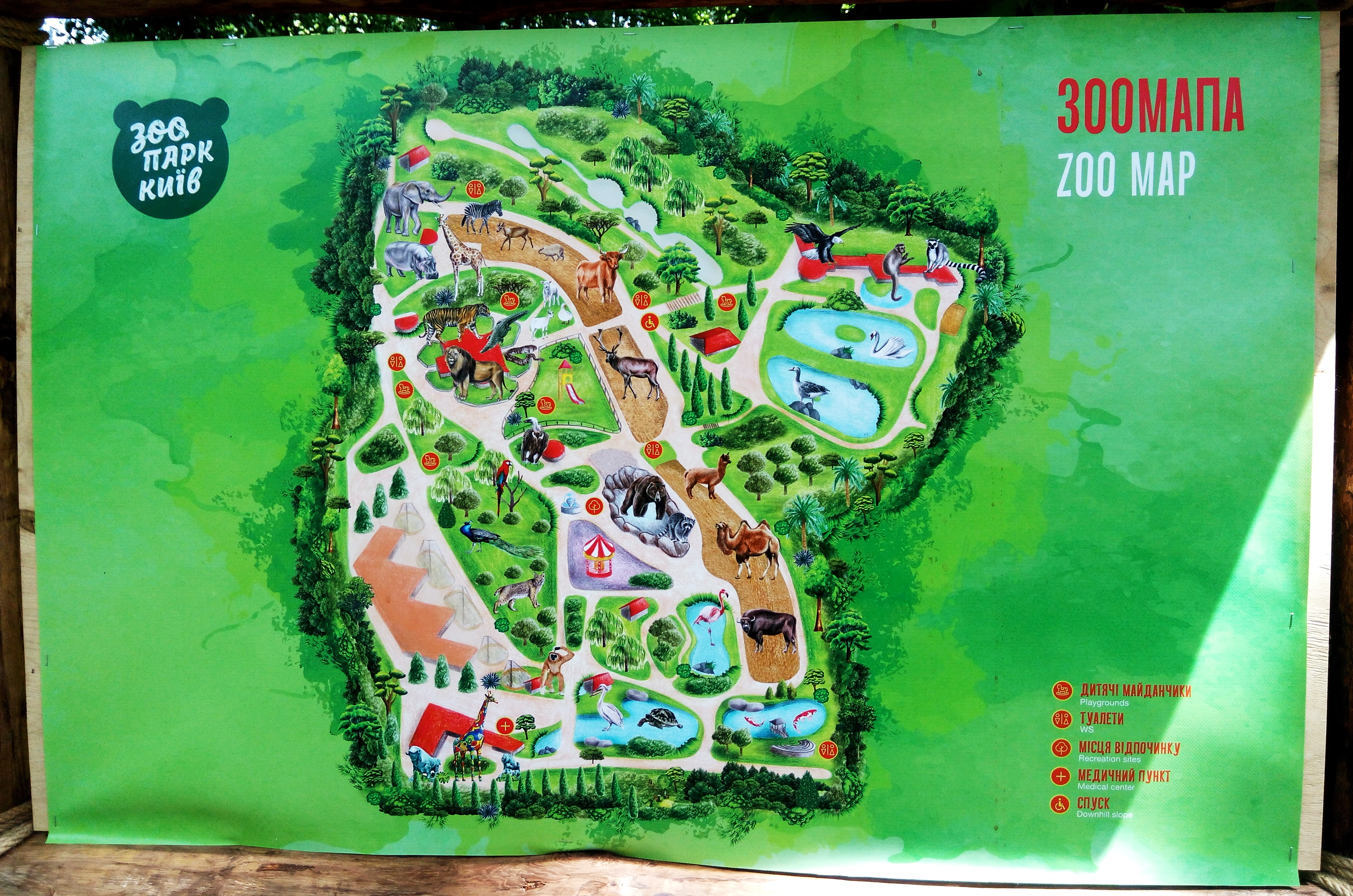
Plano del zoológico
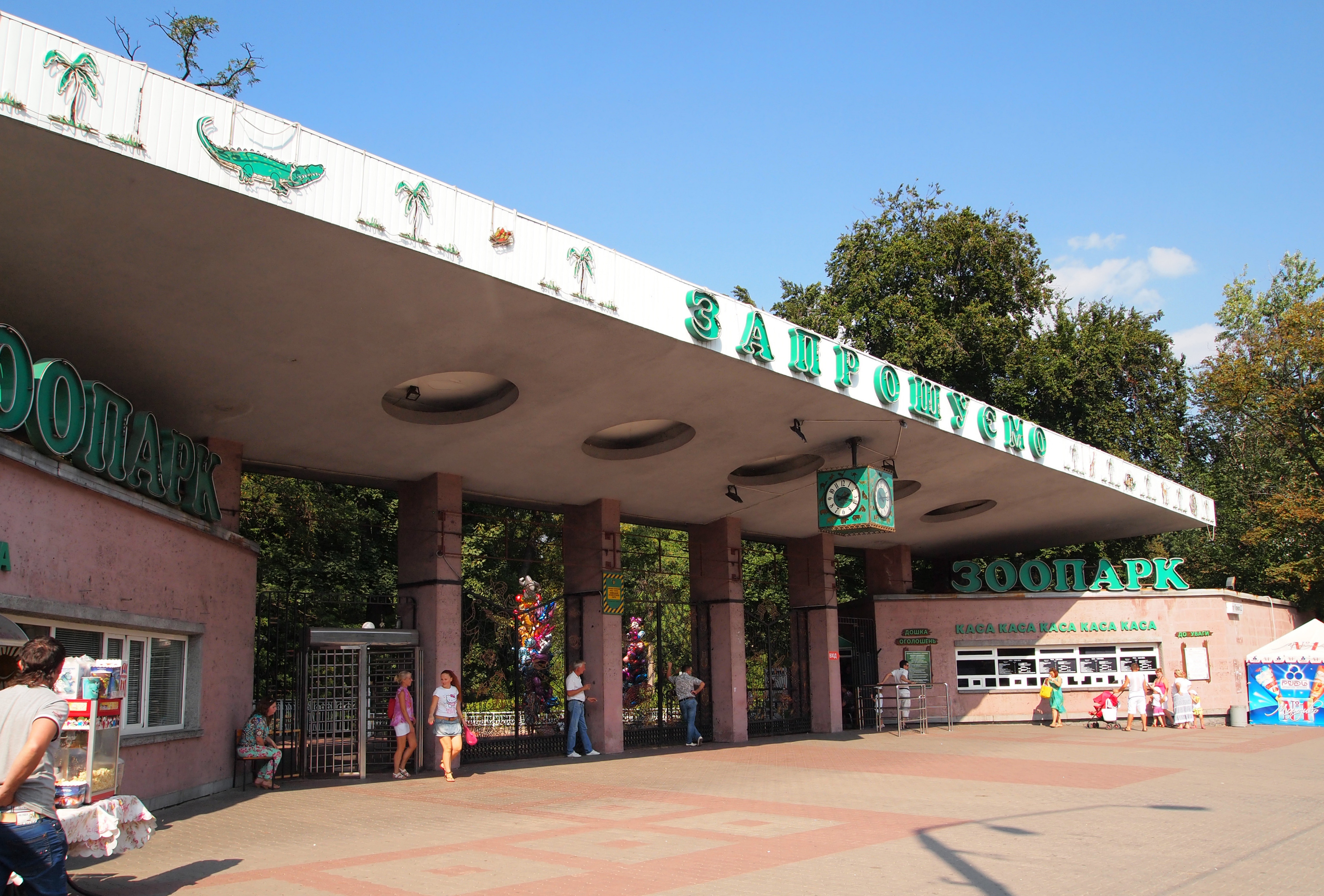
La entrada principal al zoológico en 1968-2019